# 인생 화보 (1957년 영화)
"인생 화보"(人生畵報)는 한국에서 제작된 이창근 감독의 1957년 영화이다. 노능걸 등이 주연으로 출연하였고 해곡 등이 제작에 참여하였다.

## 출연

### 주연
- 노능걸
- 김애림
- 주증녀

## 기타
- 원작자: 김래성
- 조명: 김영달
- 녹음: 이경순
- 미술: 갈이준